# Torrefarrera
Torrefarrera község Spanyolországban, Lleida tartományban. Torrefarrera Lleida, Almacelles, Alpicat, Alguaire, Vilanova de Segrià, Rosselló, Benavent de Segrià és Torre-serona községekkel határos. Lakosainak száma 4861 fő (2024).

## Népesség
A település népessége az utóbbi években az alábbiak szerint változott:
| Lakosok száma | 62   | 807  | 1006 | 1480 | 1479 | 2203 | 3911 | 4512 | 4605 | 4861 |
|               | 1717 | 1887 | 1936 | 1960 | 1986 | 2004 | 2009 | 2014 | 2019 | 2024 |